# Isla de León

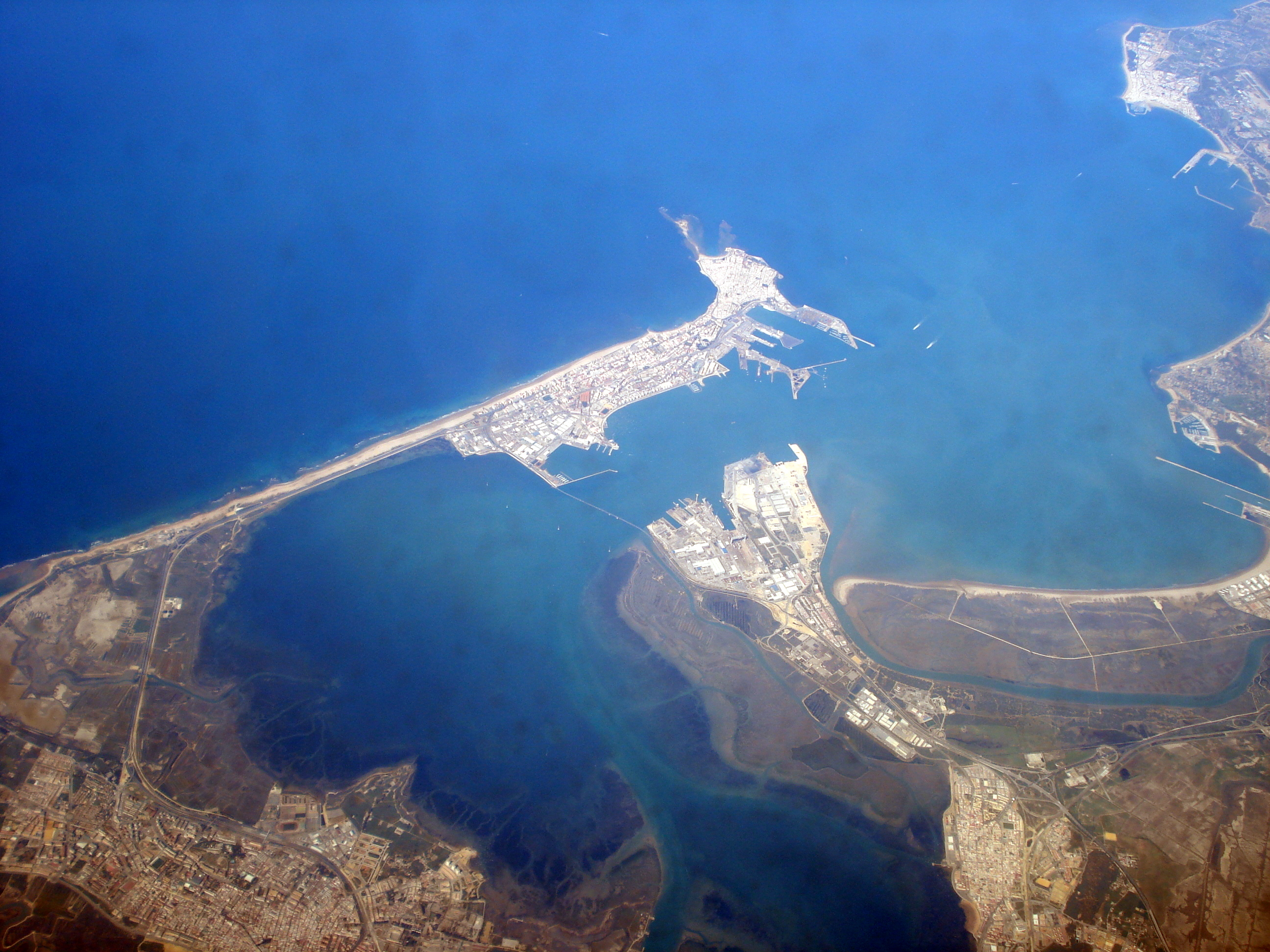
Vista aérea actual de la bahía de Cádiz, con Cádiz y San Fernando en la imagen.

La isla de León es una isla española situada en la bahía de Cádiz, en la costa atlántica. La isla está ocupada por el municipio de San Fernando, en la provincia de Cádiz, Andalucía.
La isla de León está separada del resto de la península ibérica (es decir, de los municipios de Chiclana de la Frontera y de Puerto Real) por el caño de Sancti Petri, brazo de mar que se extiende desde las aguas de la bahía (al norte) hasta el océano Atlántico (al sur). Y separada de la isla de Cádiz, en la que se asienta el municipio de Cádiz, por el río Arillo, brazo de agua de mar que conecta las aguas de la bahía con el mar abierto. Las comunicaciones terrestres con la isla de León se han desarrollado, a lo largo de la historia, a través del puente Zuazo y sus predecesores.

## Toponimia
La Isla de León, que antiguamente daba también nombre al municipio de San Fernando, se conoce así en referencia a la familia Ponce de León, propietaria de la isla en el siglo XV como parte del Marquesado de Cádiz.
En las crónicas griegas se menciona un poblado a las afueras de Cádiz, conocido como Cimbis, que se encontraría en la Isla de León. Sin embargo, no se han encontrado restos arqueológicos que sitúen con certeza este poblado.
Los romanos se referían a la isla como Antípolis, del griego  Ἀντίπολις “frente a la ciudad”, con referencia a Cádiz.

## Geografía

### Ubicación y límites
La isla de León se encuentra en la costa andaluza, a 14 kilómetros del centro de Cádiz. La isla forma el fondo de saco de la bahía de Cádiz. Se encuentra separada del continente por el Caño de Sancti Petri, que forma la frontera este y sur. Al norte, queda limitada por la bahía de Cádiz, y al oeste por el océano Atlántico. Debido a la construcción de la carretera hacia Cádiz (CA-33), se ha formado un tómbolo arenoso uniendo las dos islas, aunque históricamente habían estado separadas por el río Arillo.
La isla es llana, con zonas fangosas e incluso por debajo del nivel del mar. Los únicos puntos elevados destacables son el Cerro de los Mártires y el cerro de Torre Alta.

### Formación geológica
La mayor parte de terreno de la isla es de origen sedimentario. En los alrededores del Cerro de los Mártires se encuentran materiales más antiguos, así como el primer poblamiento de la isla.
La isla fue creciendo alrededor de este, gracias al aporte de sedimentos del río Guadalete. La mayor parte del territorio se formó alrededor de la isla de Antípolis, aunque la costa atlántica formaba parte de la isla de Cotinusa. 

### Comunicaciones
La isla está comunicada por varios puentes, tanto de ferrocarril como de carretera. Sobre el caño de Sancti Petri cruzan el Puente de la Carraca, que hoy da acceso al Arsenal de la Carraca, el antiguo puente ferroviario (hoy vía verde) y el nuevo puente de la línea de FFCC Sevilla-Cádiz. También cruzan el caño la CA-33, el puente Zuazo (antigua N-IV) y el nuevo puente del Trambahía. Sobre el Río Arillo cruzan también la CA-33 y la línea férrea Sevilla-Cádiz, junto con un camino sin asfaltar. 
El puente Zuazo fue parcialmente destruido en su ojo central durante el sitio francés para evitar que las tropas francesas accedieran por esta vía. El puente original, de origen romano, servía de paso del caño a la calzada romana que comunicaba Cádiz con Roma. Esta vieja calzada aún es visible en algunos puntos entre San Fernando y Puerto Real (en paralelo al actual recorrido de la Nacional IV en su borde derecho dirección a Madrid).

## Historia
La población de La Isla se remonta a la época de colonización fenicia, pueblo que se asentó en ella alrededor del año 1100 a. C. Posteriormente, los cartagineses sustituyeron a los fenicios en el control de esta. Los romanos conocieron a la isla de León como Antípolis. La zona vivió una época de crisis en la Edad Media, especialmente con la dominación visigoda. Desde el s. VIII hasta el s. XV se denominó El Lugar del Puente, desde 1493 o 1511 hasta 1729 se denominó La Isla de León. 
Hasta 1335 se denominó isla de Puente, fecha en la que se integra al término municipal de Cádiz. En 1766 se independiza de Cádiz.
Desde 1729 hasta 1813 se denominó Villa de la Real Isla de León. Por eso, el juramento de las Cortes de 1810 se denomina de las Cortes de la Real Isla de León. La denominación de isla de León es anterior a 1729. Ese es el motivo de que no pueda asociarse el término "isla de León" a las Cortes de 1810, sino las Cortes de la Real Isla de León de 1810, ya que así se denominaba esta ciudad cuando sucedieron los acontecimientos de 1810.
En plena guerra de Independencia, la Junta Suprema Central se reunió por última vez en la ciudad de Cádiz, considerada como la ciudad más liberal de la época, ya que estaba libre de la ocupación francesa, para comenzar a redactar al margen del reinado de José I (hermano de Napoleón) la primera Constitución de España en 1810, siendo 1812 el año de su proclamación y llevando el mote de "La Pepa".
Al terminar el asedio, en los días previos a su traslado a Madrid, las Cortes se reunieron por última vez en la iglesia conventual de El Carmen de la isla de León y acordaron conceder el título de ciudad y el nombre de San Fernando, en recuerdo del rey Fernando VII, a la entonces Villa de la Real Isla de León, en atención a sus actos de valor y lealtad durante el sitio del mariscal Victor al frente del ejército francés.

## Gentilicio
Popularmente, en la comarca y alrededores se simplifica aún más esta denominación para referirse a San Fernando como La Isla, siendo su gentilicio oficial el de isleño, aunque es más habitual el apelativo cañaílla. La cañaílla es un molusco muy característico de los caños y marismas, de gran popularidad gastronómica en la zona.